# Gaetano Zinetti
Gaetano Zinetti (Sanguinetto, 5 novembre 1873 – Sanguinetto, 13 luglio 1911) è stato un direttore d'orchestra italiano.

## Nascita ed esordi
Gaetano Luigi è il primo dei nove figli di Francesco Zinetti, falegname ed accordatore di pianoforti, e Giulia Franceschini.
Nato con una inequivocabile predisposizione alla musica, viene affidato, in tenera età, all'insegnamento musicale di Vincenzo Mela, noto compositore di Isola della Scala, con ottimi risultati, visto che undicenne compone e pubblica due polke.
Il 17 ottobre 1885 viene ammesso al Conservatorio di Milano che frequenta per quattro anni con  risultati più che buoni.
Tra il 1890 e il 1893 studia "Composizione" al Liceo Musicale "Rossini" di Pesaro con il direttore di allora Carlo Pedrotti, professore di  Verona, e "Organo" con un altro noto musicista dell'epoca, Arturo Vanbianchi.
Il 13 agosto 1893 consegue la Licenza in Composizione ed Organo ed il 28 ottobre 1893 esordisce nella stagione operistica del teatro Ristori di Verona (28 rappresentazioni in 44 giorni) dirigendo in apertura Pagliacci di Ruggero Leoncavallo, seguita da Cavalleria rusticana di Pietro Mascagni e da La favorita di Donizetti, con grande successo di pubblico e di critica.

## L'attività artistico-professionale
Viene immediatamente scritturato al teatro Municipale di Reggio Emilia per la stagione di Carnevale 1893/1894: 32 concerti accolti trionfalmente.
Dirige poi a Lonigo (1894), a Montagnana (1894), a Vercelli (1894/1895), a Thiene (1895 e 1896). Segue una trentina di concerti per la stagione di Carnevale 1895/1896 a Ferrara, presente Mascagni che elogia pubblicamente il Maestro.
Dopo Milano e Macerata, torna a grande richiesta a Ferrara per la stagione autunnale 1896.
Per la stagione di Carnevale 1896/1897 è al teatro Sociale di Mantova dove concorre ad un memorabile trionfo di Andrea Chénier di Giordano.
Seguono Lecce, Trieste, e di nuovo Reggio Emilia per la stagione di Carnevale 1897/1898.
Una stagione indimenticabile è quella dell'estate 1898 al Politeama D'Azeglio di Bologna. Dopo San Giovanni in Persiceto e Firenze (autunno 1898) torna a Bologna per il Carnevale 1898/1899. Qui, tra un'opera e l'altra, il 4 febbraio Zinetti sposa Giuseppina Marconi che diventerà famosa con il cognome del marito come cantante lirica negli anni successivi alla morte del Maestro.
Nello stesso anno dirige a Livorno, a Trieste, a Bari, a Venezia, per tornare nell'autunno al Pagliano di Firenze, città musicalmente da lui prediletta, dove dirige con grandissimo successo Aida e Guglielmo Tell.
Torna poi a Verona, al teatro Drammatico, nella stagione 1899/1900.
È al Rossini di Venezia per la Quaresima 1900, dove esce indenne da una serie di pasticci creati dall'organizzatore, poi a Este in autunno ed al teatro Duse di Bologna nella stagione di Carnevale 1900/1901.
Dopo il Paganini di Genova in primavera, dirige nell'estate 1901 al teatro dei giardini del Buen Ritiro di Madrid, ottenendo espressioni molto lusinghiere della critica spagnola. La Regina, presente il 12 luglio alla rappresentazione dell'Aida, gli conferisce il titolo di Cavaliere.
Este, Padova, poi l'ultima presenza al Municipale di Reggio Emilia (dicembre 1901/febbraio 1902).
Dirige due stagioni (Quaresima ed autunno 1902) al teatro Verdi di Firenze con l'intermezzo di Chieti in maggio.
Il 1903 è contrassegnato dalla solenne serata per l'inaugurazione del teatro Petruzzelli di Bari il 14 febbraio. Poi è a Lugo e Correggio, per concludere l'anno al teatro Garibaldi di Padova.
Nel 1904 Zinetti è a Firenze, Livorno, Genova e Ancona. In dicembre al teatro Adriano di Roma dirige una edizione straordinaria del Werther di Jules Massenet che l'autore ha riscritto per l'occasione per dare la parte di protagonista, anziché al tenore, al baritono Mattia Battistini in evidente segno di stima.
Dopo il teatro Rossini di Venezia (gennaio/marzo 1905), in giugno inizia la stagione estiva del teatro Adriano di Roma con la prima della Gioconda che terminerà alle due di notte per l'esagerato numero di bis richiesti.
Per agosto e settembre 1905  Zinetti è scritturato dal teatro Vespasiano di Rieti, mentre Leoncavallo gli chiede telegraficamente di dirigere la sua nuova opera Rolando da Berlino che deve andare in scena in autunno al San Carlo di Napoli. A malincuore il Maestro deve rinunciare perché è già impegnato con il Comunale di Modena (ottobre/dicembre). Sarà al San Carlo per una grande stagione di Quaresima e Carnevale (14 opere in cartellone) assieme a Mascagni e Giordano.
Dopo le rappresentazioni al teatro Verdi di Vicenza (maggio/giugno 1906) cominciano i problemi di salute del Maestro che deve sospendere ogni attività e rinunciare ad alcune importanti scritture, ritirandosi a Sanguinetto fino al settembre 1907,  quando riuscirà ad esibirsi, per la prima volta nel suo paese, in alcune serate con Il barbiere di Siviglia nel teatro Comunale che più tardi sarà intitolato al suo nome.
Ristabilitosi riprende a dirigere, prima ad Ascoli Piceno, quindi trionfalmente al Regio di Parma (Carnevale 1907/1908) dove sostituisce un Mascagni contestato da quel difficile pubblico.
Ancora riceve lodi dalla stampa specializzata a Roma nel giugno 1908, e torna a Sanguinetto con 10 rappresentazioni di Bohème nell'ottobre dello stesso anno.
Dopo la rinuncia, quasi sicuramente per motivi di salute, ad un'importante stagione al San Carlo di Lisbona, nel settembre 1909 dirige Traviata ed Ernani a Sanguinetto per l'inaugurazione del nuovo teatro Comunale.
È ancora all'Adriano di Roma in autunno, poi al teatro Bellini di Catania (febbraio-aprile 1910, mentre torna in settembre a Sanguinetto, che in quella occasione viene definita la piccola Mecca musicale della provincia veronese (13 repliche del Faust).
È a Rovereto in novembre, a Firenze in dicembre ed alla Fenice di Venezia per il Carnevale 1910-1911.

## La morte prematura
Dopo Venezia si riacutizza la nefrite di cui Zinetti soffre da alcuni anni: il piccolo grande Maestro, come viene sempre più spesso chiamato, contrapponendo la sua esile corporatura alla indiscussa genialità musicale, si ritira definitivamente a Sanguinetto dove muore nell'estate del 1911, non ancora trentottenne.
Dopo una breve vita costellata di grandissimi successi, la scomparsa prematura lo sottrae ad una affermazione internazionale proprio sul punto di una imminente concretizzazione, nonché all'attività di compositore (non porterà a compimento un'opera che ha in preparazione), che si riduce ad una serie di composizioni minori scarsamente documentate.
A Zinetti Sanguinetto ha intitolato un teatro, una via, un Centro di educazione musicale, un importante Premio Internazionale di Musica da Camera ideato dal M° Marco Morelato nel 1994. Infine un'Orchestra di Musica da Camera che ricorda e onora il suo nome diretta e fondata dal M° Marco Morelato. L’Orchestra è risultata vincitrice per due edizioni del Premio Speciale “Fondazione Masi” alla Civiltà Veneta – Un Premio all’Eccellenza per la migliore esecuzione di Autori Veneti.
.
.